# Spreenhagen
Spreenhagen település Németországban, azon belül Brandenburgban. Lakosainak száma 3528 fő (2023. december 31.).

## Népesség
A település népességének változása:
| Lakosok száma | 3229 | 3266 | 3347 | 3527 | 3561 | 3528 |
|               | 2015 | 2017 | 2019 | 2021 | 2022 | 2023 |